# Giovanni Girlando
Giovanni Girlando, detto Er Roscio (Roma, 20 ottobre 1947 – Roma, 25 maggio 1990), è stato un mafioso italiano, ed esponente dell'organizzazione mafiosa romana Banda della Magliana.

## Biografia
Affermatosi nella batteria del boss Nicolino Selis, un gruppo della malavita romana che negli anni settanta controllava le zone di Acilia e di Ostia, "nel 1975 Girlando" come scrisse il 26 novembre 1984, nella sua requisitoria il pubblico ministero Luigi De Ficchy "già all'epoca dotato di particolari doti delinquenziali e in contatto con Nicolino Selis, Gianfranco Urbani e altri elementi di rispetto della malavita, sale le scale del crimine fino ad arrivare a posizioni di vertice.»
Con Selis, Urbani, Renato Capogna, Franco Apolloni e Raffaele Simeoni, nel 1976 compì una serie di furti e rapine a mano armata in banche e uffici postali fra Lazio e Toscana. Arrestato con Fulvio Lucioli dopo la rapina al treno Chiusi-Siena (10 agosto 1976), fu condannato a 5 anni e 10 mesi di carcere.  Da Regina Coeli, dove era ormai considerato un delinquente di rispetto, Girlando avviò il traffico di droga cui poi si dedicò attivamente, una volta scontata la pena, trattando la merce direttamente con l'Olanda, vendendola e facendone uso lui stesso.
Introdotto dallo stesso Selis e da Edoardo Toscano (di cui era diventato luogotenente), entrò a far parte della nascente Banda della Magliana. All'interno dell'organizzazione, Girlando si occupò principalmente del traffico di eroina nella zona di Ostia e, per continuare a fare affari anche quando le prime dichiarazioni dei collaboratori di giustizia e la guerra interna alla banda iniziarono a sfaldare il gruppo della Magliana, si trasferì in Olanda, dove fu poi arrestato, estradato in Italia ed infine scarcerato.

### Morte
Fu ucciso il 25 maggio 1990, con un colpo alla nuca nella pineta di Castel Fusano, dove aveva stabilito la centrale dei suoi traffici.

## Satana
La figura di Girlando ha ispirato il personaggio di Satana nel libro Romanzo criminale, scritto nel 2002 da Giancarlo De Cataldo e riferito alle vicende realmente avvenute della Banda della Magliana. Nell'omonima serie televisiva, diretta da Stefano Sollima, i panni di Satana furono vestiti da Roberto Latini.